# ئی. مارینلا
ئی. مارینلا (انگلیسی: E. Marinella) شرکت کالای لوکس ایتالیایی است، که در سال ۱۹۱۴ تأسیس شد.